# Brothers in Arms: D-Day
Brothers in Arms: D-Day è uno sparatutto in prima persona realizzato per la PlayStation Portable dalla Gearbox Software nel 2006.

## Trama
Il gioco racchiude in sé le storie dei sergenti Matt Baker e Joe Hartsock, protagonisti rispettivamente di Brothers in Arms: Road to Hill 30 e di Brothers in Arms: Earned in Blood. Di fatto, le loro storie già affrontate sulla PlayStation 2 sono state unite in un solo filone narrativo continuo senza aggiunte.

## Modalità di gioco
Come negli originali giochi per la Playstation 2, D-Day ci mette a capo di una squadra di soldati della 101st Airborne Division. Sarà possibile posizionare i propri commilitoni e i mezzi corazzati di supporto in modo tale da fornire fuoco di copertura per eliminare le unità tedesche attraverso le 32 missioni che compongono la campagna in singolo. È anche presente la modalità schermaglia, in cui si potranno affrontare, in solitario o in multiplayer sia cooperativo che competitivo, alcune missioni bonus.
Durante i combattimenti, sulla testa dei soldati tedeschi comparirà un'icona multicolore: il rosso indica che l'unità sta facendo fuoco di sbarramento, mentre il grigio segnala che l'unità è costretta ad interrompere lo sbarramento a causa del fuoco di copertura dei nostri commilitoni. Inoltre è possibile interrompere l'azione di gioco ed osservare, tramite una visuale a volo di uccello, la propria posizione, quella degli alleati, quella degli obbiettivi e quella dei nemici, in modo tale da organizzare una valida strategia d'attacco.

## Accoglienza
Come gli originali capitoli per la maggiore console Sony, D-Day è stato apprezzato per la notevole cura storica delle armi, degli equipaggiamenti e delle aree di gioco, queste ultime poi di notevoli dimensioni. I controlli però sono risultati agli occhi della critica scomodi per la gestione dell'intera interfaccia di gioco. Inoltre, sempre secondo i critici videoludici, la grafica è peggiorata nel passaggio dalla Playstation 2 alla PSP, pur rimanendo molto dettagliate, mentre il sonoro non raggiunge picchi di gradevolezza apprezzabili. Poco curata risulta anche l'intelligenza artificiale sia nemica che alleata.